# Marzieh Boroumand
Marzieh Sadat Boroumand Yazdi, connue sous le nom de Marzieh Boroumand est une réalisatrice, actrice et marionnettiste iranienne.

## Biographie
Elle est née le 17 khordad 1330 SH (8 juin 1951) à Téhéran,. Elle est diplômée de la faculté des Beaux-Arts de Téhéran,.
Sa sœur Ehteram est présentatrice à la télévision. Son autre sœur Razieh est également présentatrice, actrice et marionnettiste.

## Carrière
Elle commence sa carrière au cinéma en jouant dans Le cycle de Dariush Mehrjui,. Elle devient célèbre en Iran au début des années 1980 pour une série télévisée destinée aux enfants, dont les personnages sont des marionnettes, School of mice (Shahr-e mooshha). La série est diffusée en Iran de 1981 à 1984. Elle est adaptée au cinéma sous le titre The city of mice. Marzieh Broumand reconnaît par la suite que la collaboration avec la Radio-télévision de la République islamique d'Iran est épuisante parce que l'institution contrôle les productions audio-visuelles dans leurs moindres détails.
Elle réalise ensuite des films destinés à un public familial, dont Alo!Alo! Man joojoo-am (Hello! Hello! This Is Juju, 1995), Tabeta Tales (en) (1995) et Morabbaye shirin (Sweet Jam, 2001) et les séries télévisées d'animation Grandma's House (Khoneh Madar Bozorge, 1987) et Kelileh & Demneh (2022).
Elle joue aussi dans The mix de Dariush Mehrjui, Hich (« Rien ») d'Abdolreza Kahani et Few strands of hair (Chand Tare Moo, 2005).
Depuis mars 2023, elle dirige Khaneh Cinema, organisation de syndicats de l'industrie du cinéma iranien. À ce titre, elle proteste des tentatives du ministère iranien de la culture et de l'orientation islamique pour placer le syndicat sous son contrôle. Son prédécesseur a démissionné en raisons des ingérences du ministère dans les décisions de la Maison du Cinéma. Elle réagit aussi aux menaces exprimées à l'encontre des cinéastes qui réalisent des films sans l'autorisation du ministère.

## Prix et distinctions
Elle obtient le premier prix au festival To Save and Preserve en Russie en 2014.
Elle remporte la Sirène d'or lors de l'édition 2015 du festival italien de théâtre de marionnettes « Arrivano dal mare ».

## Liens
- Ressource relative à l'audiovisuel :   - IMDb
- Notices d'autorité :   - VIAF
  - LCCN
  - Israël
  - WorldCat